# Calgary-Greenway
Circonscription électorale provinciale du Canada
Pour les articles homonymes, voir Greenway.
Calgary-Greenway (auparavant Calgary-Montrose) est une circonscription électorale provinciale de l'Alberta (Canada), située dans l'est de Calgary. Son député actuel est le Progressiste-conservateur Prabhdeep Gill, élu dans une élection partielle en 2016.

## Liste des députés
| Années           | Années           | Député           | Parti politique           |
| Calgary-Montrose | Calgary-Montrose | Calgary-Montrose | Calgary-Montrose          |
| ---------------- | ---------------- | ---------------- | ------------------------- |
|                  | 1986 - 1989      | Rick Orman       | Progressiste-conservateur |
|                  | 1989 - 1993      | Rick Orman       | Progressiste-conservateur |
|                  | 1993 - 1997      | Hung Pham        | Progressiste-conservateur |
|                  | 1997 - 2001      | Hung Pham        | Progressiste-conservateur |
|                  | 2001 - 2004      | Hung Pham        | Progressiste-conservateur |
|                  | 2004 - 2008      | Hung Pham        | Progressiste-conservateur |
|                  | 2008 - 2012      | Manmeet Bhullar  | Progressiste-conservateur |
| Calgary-Greenway |                  |                  |                           |
|                  | 2012 - 2015      | Manmeet Bhullar  | Progressiste-conservateur |
|                  | 2015             | Manmeet Bhullar  | Progressiste-conservateur |
|                  | 2015 - 2016      | Vacance          | Vacance                   |
|                  | 2016 - (actuel)  | Prabhdeep Gill   | Progressiste-conservateur |